# Чижек, Карел
Карел Чижек (чеш. Karel Čížek; 3 апреля 1893, Роуднице-над-Лабем, Цислейтания[…] — 31 августа 1948, Усти-над-Лабем, Усти-над-Лабем) — чехословацкий гребной рулевой, выступавший за сборную Чехословакии по академической гребле в 1920-х годах. Рулевой чехословацкой восьмёрки на летних Олимпийских играх в Антверпене.

## Биография
Карел Чижек родился 3 февраля 1892 года в городе Роуднице-над-Лабем.
Наиболее значимое выступление в своей спортивной карьере совершил в сезоне 1920 года, когда вошёл в состав чехословацкой национальной сборной и благодаря череде удачных выступлений удостоился права защищать честь страны на летних Олимпийских играх в Антверпене. Будучи рулевым в составе экипажа-восьмёрки, куда также вошли гребцы Эмиль Орднунг, Владимир Ширц, Богдан Калльмюнцер, Йозеф Ширц, Иржи Калльмюнцер, Отакар Вотик, Иван Швайцер и Фердинанд Брожек, выбыл из борьбы за медали уже в стартовом заезде на стадии четвертьфиналов, уступив почти 11 секунд спортсменам из Норвегии, ставшим в итоге бронзовыми призёрами.
После антверпенской Олимпиады Чижек ещё в течение многих лет продолжал заниматься академической греблей, участвовал в нескольких последующих Олимпийских играх, но уже в качестве зрителя. Занимался общественной и административной деятельностью.
Умер 31 августа 1948 года в городе Усти-над-Лабем в возрасте 56 лет.